# 예멘쥐
예멘쥐(Myomyscus yemeni)는 쥐과에 속하는 설치류의 일종이다. 사우디아라비아와 예멘에서 발견된다.

## 특징
꼬리 길이 173mm를 제외한 몸길이가 117mm인 작은 설치류다. 발 길이는 28mm이고 귀 길이는 26mm이다. 등 쪽 털은 황갈색과 올리브색, 황토색이 섞여 있고 눈 사이는 회색빛을 띤다. 배 쪽과 다리는 희다.

## 생태
주로 땅 위에서 생활하는 육상성 동물이다. 먹이는 주로 식물 잎과 새싹이다.

## 분포 및 서식지
예멘 북부와 사우디아라비아 남서부에 널리 분포한다. 바위 사이의 덤불 속에서 서식한다.